# Баева, Алёна Михайловна
Алёна Миха́йловна Ба́ева (род. 1985) — российская скрипачка.

## Биография
Алёна Баева родилась в городе Ош (Киргизия, СССР) в семье музыкантов. Обнаружив прекрасную память и способность точно воспроизводить однажды услышанные мелодии, Алёна в возрасте пяти лет поступила в музыкальную школу им. Прокофьева в Алма-Ате (Казахстан), класс педагога Ольги Николаевны Даниловой (скрипка).
В 1994 году была замечена выдающимся российским профессором Эдуардом Давидовичем Грачом, и в 1995 году по его приглашению переехала с семьёй в Москву, где училась в Центральной музыкальной школе при Консерватории им. П. И. Чайковского до её окончания в 2002 году. В 12-летнем возрасте Алёна Баева выиграла Международный юношеский конкурс скрипачей в Клостер-Шонтале, в 14 лет — XII Международный конкурс скрипачей имени Тадеуша Вронского в Варшаве (будучи при этом самой младшей его участницей), а в 2001 году, будучи ученицей 10 класса, стала победительницей (первая премия, золотая медаль и 9 специальных призов) престижного конкурса скрипачей им. Генрика Венявского в Познани (Польша). В 2004 году стала победительницей Второго Московского международного конкурса имени Паганини, что дало ей право играть в течение года на скрипке Страдивари, принадлежащей Генрику Венявскому. В 2007 году стала победительницей Международного конкурса в Сендае (Япония), где ей была присуждена первая премия и приз зрительских симпатий.
В 2003 году по приглашению Мстислава Леопольдовича Ростроповича и при поддержке фонда Ростроповича прошла стажировку в Париже (уроки с профессором Борисом Михайловичем Гарлицким), что оказало большое влияние на приверженность скрипачки европейским ценностям.
В 2007 году окончила Московскую консерваторию в классе Эдуарда Грача.
Занималась также под руководством Шломо Минца на мастерклассах в Израиле «Кешет Эйлон» с 2001 по 2006 годы, что оказало большое влияние на развитие музыкантки; там же занималась с одной из величайших скрипачек XX столетия Идой Гендель, общалась c Иври Гитлисом (скрипка) и слушала его уроки, занималась с Итамаром Голаном (фортепиано) и другими выдающимися музыкантами.
В 2006 году в первый раз сыграла «Концертную симфонию» Моцарта с Юрием Башметом, после чего с маэстро было сыграно множество совместных концертов — от камерной музыки до Двойного концерта Бенджамина Бриттена.
С 1995 года участвовала в международных музыкальных фестивалях в г. Тур (Франция) и многих других, среди которых «Звёзды Белых ночей» и «Безумные дни в Нанте».
С 2006 года принимает участие в ежегодном международном музыкальном фестивале «Crescendo».
В 2011 году участвовала в турне оркестра «I, CULTURE Orchestra» в качестве солистки.